# Джоді Барредж

Джоді Барредж (англ. Jodie Burrage) — британська тенісистка.

## Фінали турнірів WTA

### Одиночний розряд: 1 фінал
| Легенда       |
| ------------- |
| Grand Slam    |
| WTA 1000      |
| WTA 500       |
| WTA 250 (0–1) |

| За поверхнею |
| ------------ |
| Хард (0–0)   |
| Трава (0–1)  |
| Грунт (0–0)  |
| Килим (0–0)  |

| Результат | В–П | Дата     | Турнір                                 | Статус  | Поверхня | Супротивниця | Рахунок  |
| --------- | --- | -------- | -------------------------------------- | ------- | -------- | ------------ | -------- |
| Поразка   | 0–1 | Чер 2023 | Nottingham Open, Сполучене Королівство | WTA 250 | Трава    | Кеті Бултер  | 3–6, 3–6 |

### Парний розряд: 1 титул
| Легенда       |
| ------------- |
| Grand Slam    |
| WTA 1000      |
| WTA 500       |
| WTA 250 (1–0) |

| За поверхнею |
| ------------ |
| Хард (1–0)   |
| Трава (0–0)  |
| Грунт (0–0)  |
| Килим (0–0)  |

| Результат | В–П | Дата     | Турнір                     | Статус  | Поверхня | Партнерка     | Супротивниці                   | Рахунок  |
| --------- | --- | -------- | -------------------------- | ------- | -------- | ------------- | ------------------------------ | -------- |
| Перемога  | 1–0 | Жов 2023 | Transylvania Open, Румунія | WTA 250 | Хард (i) | Джил Тайхманн | Леолія Жанжан Валерія Страхова | 6–1, 6–4 |

## Фінали турнірів WTA Challenger

### Парний розряд: 1 титул
| Результат | В–П | Дата     | Турнір                | Поверхня | Партнерка     | Супротивниці          | Рахунок                    |
| --------- | --- | -------- | --------------------- | -------- | ------------- | --------------------- | -------------------------- |
| Перемога  | 1–0 | Сер 2023 | WTA 125 Stanford, США | Хард     | Олівія Гадекі | Гейлі Баптіст Клер Лю | 7–6(7–4), 6–7(6–8), [10–8] |